# 애플 IIGS
애플 IIGS(Apple IIGS)는 애플 컴퓨터가 만든 개인용 컴퓨터인 애플 II 시리즈의 다섯 번째 모델이다. GS라는 명칭은 'Graphic(그래픽)'과 'Sound(사운드)'의 약자이다. 기존 애플 II에 멀티미디어 기능을 확장하여, 특히 고성능의 사운드 부분은 당시 출시되었던 PC중에서도 높은 성능을 자랑하였다.

## 배경
IIGS는 9월 15일에 발표되었다. 기존까지 애플 II에 사용했던 CPU는 8비트의 6502 였는데, 기존 애플 II 제품과의 호환성을 유지하기 위해 당시 아미가와 아타리 ST 등의 16비트 컴퓨터에서 사용하던 모토로라 68000이 아닌 웨스턴 디자인 센터(Western Design Center)의 65C816 프로세서를 사용하였다.

## 하드웨어
애플 IIGS는 CPU를 웨스턴 디자인 센터(Western Design Center)의 65C816 16비트 마이크로프로세서를 사용하였으며 속도는 2.8 MHz 가량이었다. 다른 16비트 기종들이 6~8 MHz 정도인 것에 비해 턱없이 낮은 속도였는데, 이것은 당시 애플에서 주력으로 밀던 매킨토시 때문에 IIGS의 성능을 제한하기 위한 것이라고 한다.  그래서 대부분의 프로그램들 8비트 기반에 그래픽과 사운드만 향상한 버전들이 주류였다. 이 낮은 연산속도 문제는 애플 II와 매킨토시 사이의 어정쩡한 위치에 놓이게 되며 많은 소프트웨어 회사들이 IIGS 전용 소프트웨어 개발에 소극적인 경향을 보였다.
IIGS는 640x200 해상도의 2비트 색상과 함께 320x200 해상도의 4비트 색상을 지원하며, 4096개 색상 팔레트에서 4개 또는 16개의 색을 정할 수 있다. 각 주사선의 팔레트를 변경하는 방법을 이용하여 256개의 색을 표현하기도 하며, 일부 프로그램은 한번에 3200개의 색상을 표시하기도 하였다.
사운드는 Ensoniq ES5503 DOC의 사운드 칩을 사용하였다. Ensoniq Mirage와 Ensoniq ESQ-1 같은 신디사이저에 사용되는 칩을 사용하였는데, 최대 32채널까지 동시재생이 가능하다.
기존 제품인 애플 IIe에 이어 애플 IIGS도 확장성이 뛰어났다. SCSI 호스트 어댑터를 이용하여 하드디스크 드라이브나 CD-ROM 드라이브 같은 외부 SCSI 장치를 연결할 수 있으며, 애플 IIGS 확장 카드 같은 가속 카드도 나왔다.

## 출시

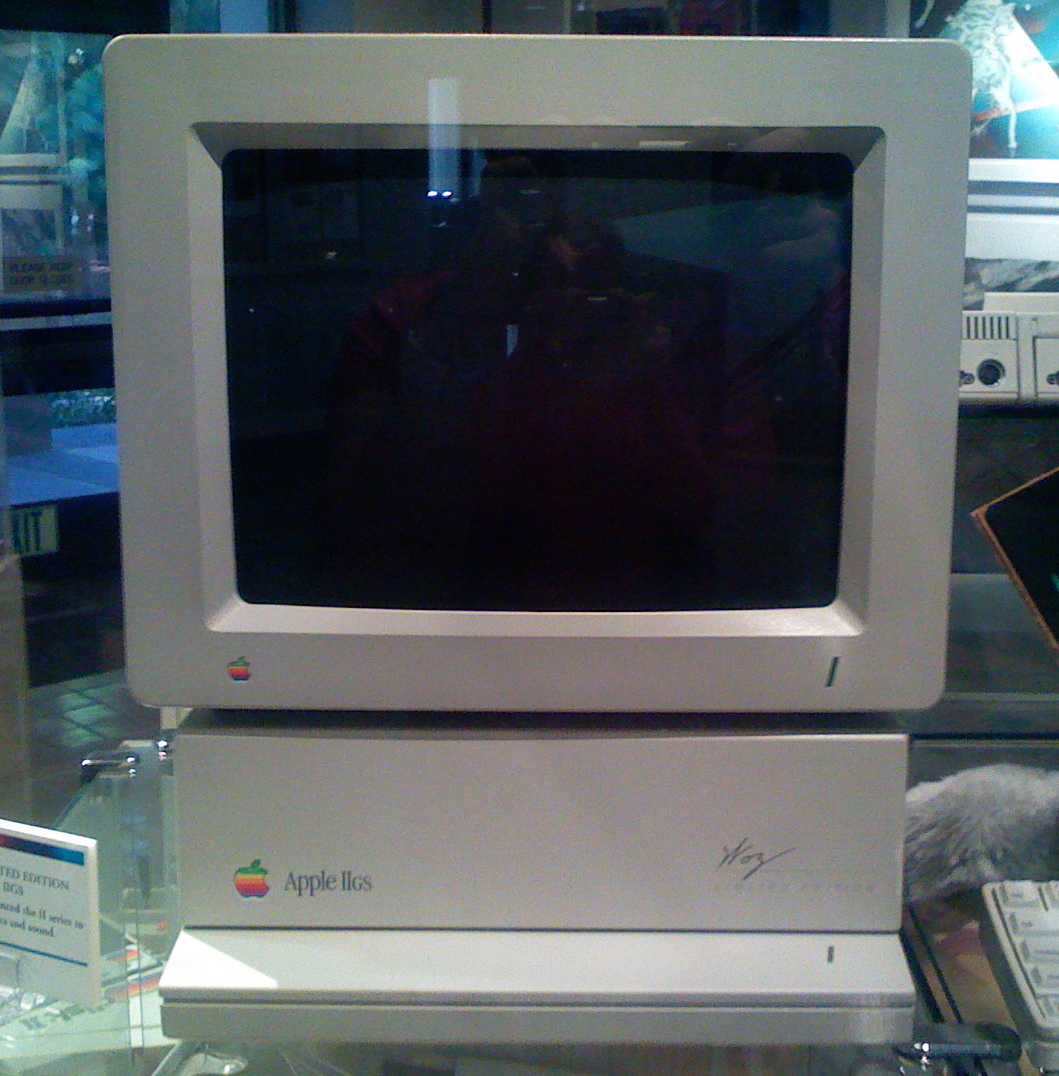
Apple IIGS 워즈니악 한정판

애플 IIGS는 애플 창립 10주년 기념으로 특별한 한정판을 출시하였는데, 초기 50,000대 생산분은 스티브 워즈니악의 사인이 되어있다. 한정판을 소유한 자는 애플의 등록 카드를 보내면 스티브 워즈니악 외에 12명의 핵심 엔지니어의 서명이 된 정품 인증서와 스티브 워즈니악의 편지를 받을 수 있었다. 일반 제품과 한정판 제품의 성능 차이는 따로 없다.

## 소프트웨어
애플 IIGS는 기존 애플 II 소프트웨어의 대부분을 실행할 수 있는데, 초기 애플 II의  운영체제로 Apple DOS, ProDOS 8, Apple Pascal를 모두 실행할 수 있으며, 애플 II+, IIe, IIc와 마찬가지로 IIGS도 Applesoft BASIC이 내장되어 있어 간단한 어셈블리 언어 프로그래밍을 사용할 수 있다. 디스크에서 로드된 운영체제 역시 가능하다.
애플 IIGS의 시스템 소프트웨어는 그래픽 사용자 인터페이스(GUI)를 채용하였으며 매킨토시의 시스템 소프트웨어와 닮아 있다.
시스템 소프트웨어의 초기 버전은 ProDOS 16 운영체제를 기반으로 하였는데 이것은 8비트 애플 II의 ProDOS를 기초로 만들어졌다. ProDOS 16이 8비트 코드 기반으로 작성되어서 IIGS의 기능을 충분히 활동하지 못하였으나, 새로운 16비트 시스템 소프트웨어인 GS/OS로 교체하면서 IIGS의 고유한 기능을 많이 활용할 수 있었다. 버전은 4.0부터 시작하였으며, 최종적으로는 1993년에 출시된 6.0.1이다.
GUI 방식을 채용하였기 때문에 윈도와 메뉴, 아이콘 등의 개념을 이용하여 마우스를 이용한 조작이 가능하다. 시스템 소프트웨어는 컴퓨터의 ROM에 일부를 저장하고 일부는 디스크로 읽어내는 "툴박스(toolbox)"라는 코드에 의해 구현하였다.
대부분의 소프트웨어 회사들이 IIGS 소프트웨어 개발에 소극적인 반면 게임 회사인 시에라 엔터테인먼트(Sierra Entertainment)는 다양한 IIGS 게임 소프트웨어를 개발해내었다. 이것은 시에라가 애플과 긴밀한 관계에 있었다는 것을 가장 큰 이유로 보고 있다. 시에라에서는 1984년~1988년에 어드벤처 게임에 사용했던 AGI 엔진을 가지고 있었는데 원래 IBM PC을 기반으로 만들어졌으나 당시 IBM의 성능이 매우 좋지 못하여 엔진 성능이 제대로 활용되지 못하였다. 그래서 고성능의 IIGS에 이 엔진을 적극적으로 활용하였으며, 킹스 퀘스트, 스페이스 퀘스트 등의 초기 시리즈들이 IIGS버전에서 높은 성능을 보여준바 있다. 그러나, 1988년 이후 고해상도 그래픽과 사운드를 지원하는 SCI 엔진으로 바꾸면서 더 이상 IIGS버전으로 내놓지 않게 되었다.

## 사양

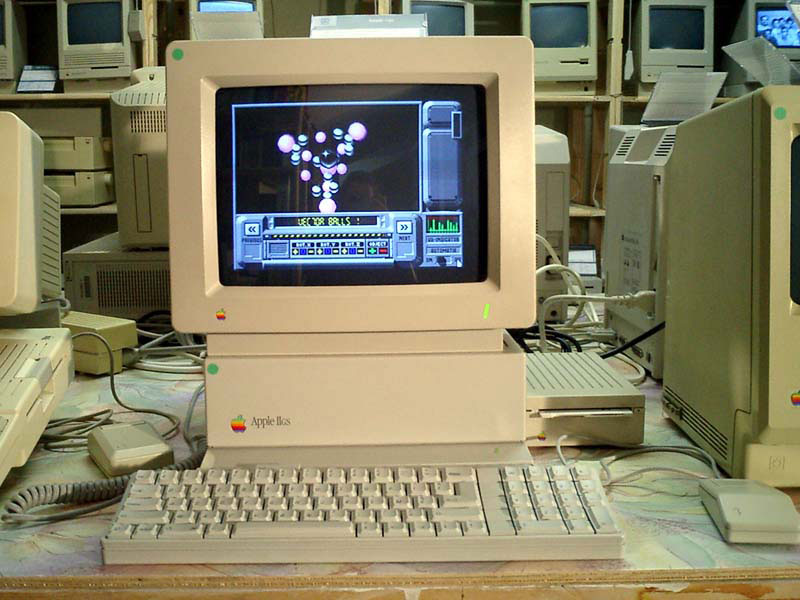
애플 IIGS

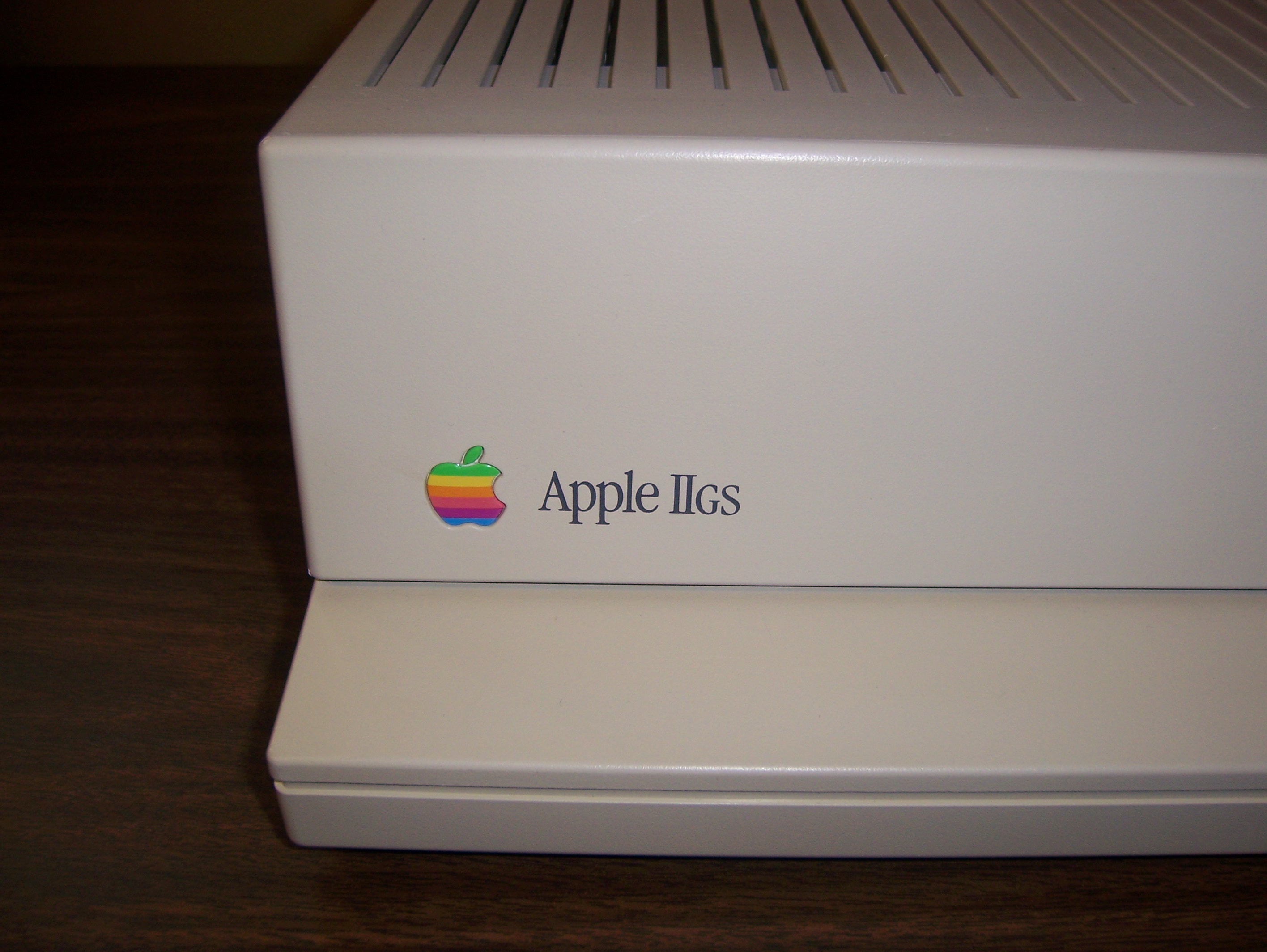
애플 IIGS의 앞부분

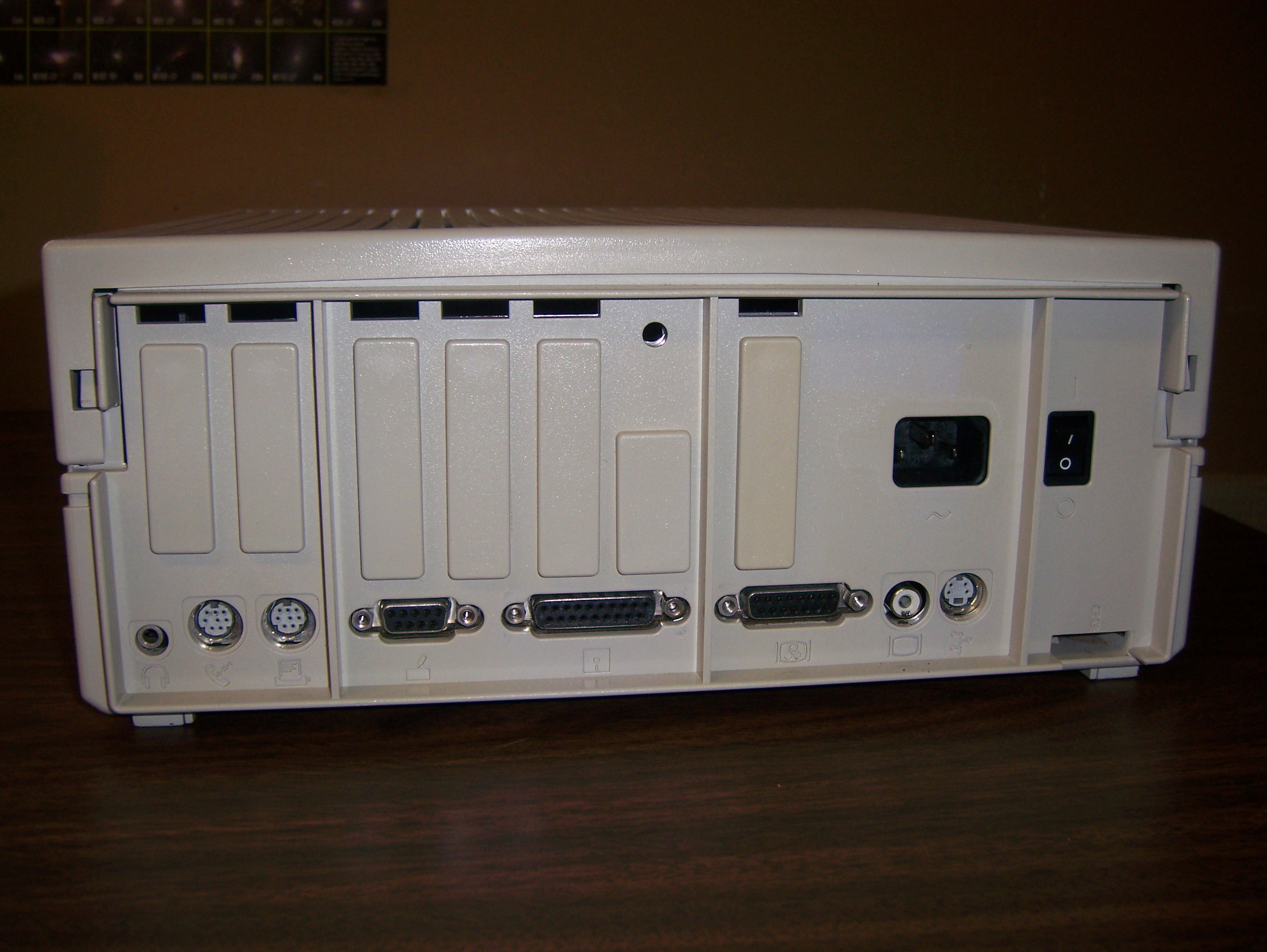
애플 IIGS의 뒷면

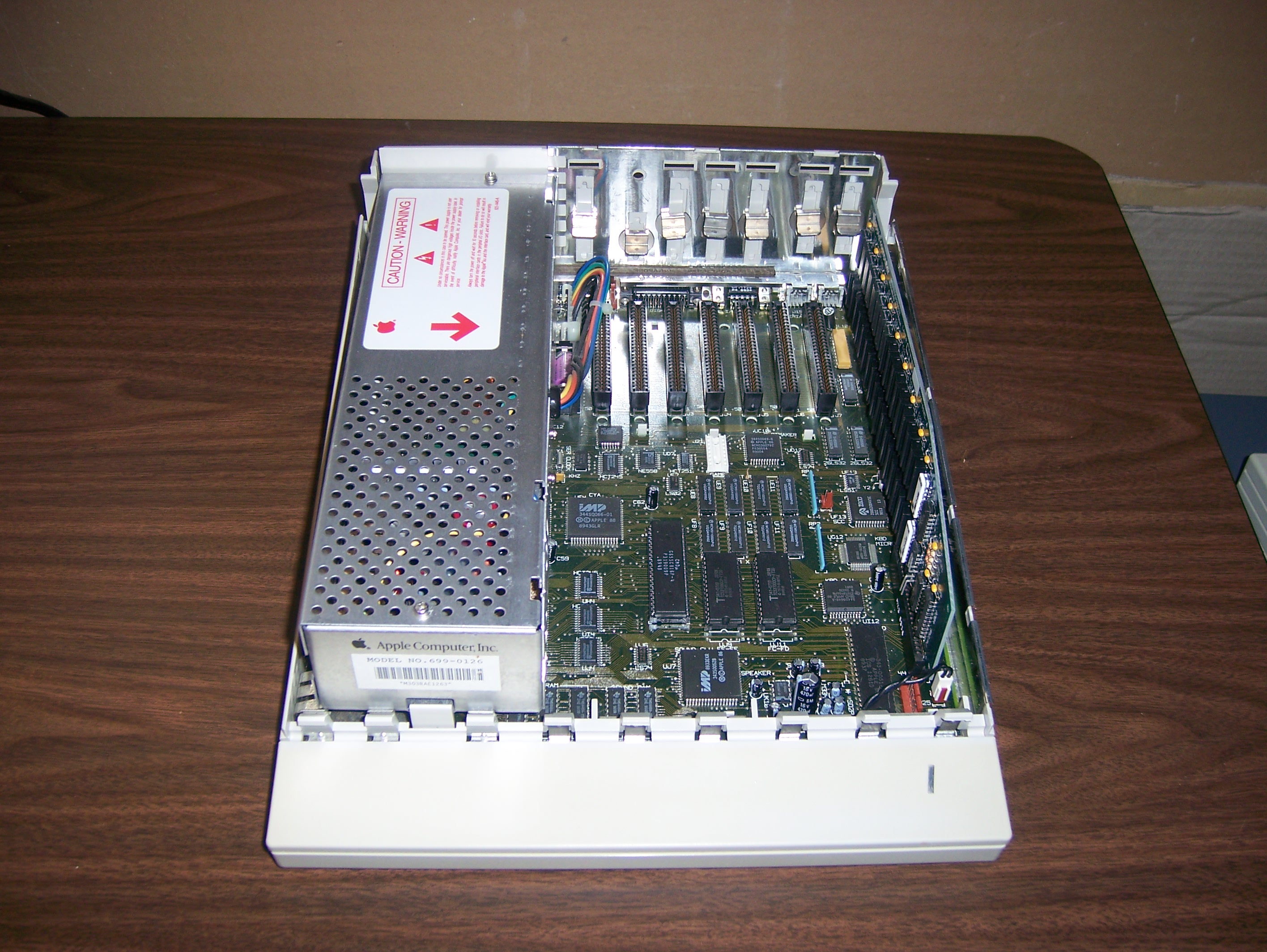
애플 IIGS의 내부

### 마이크로프로세서
- WDC 65C816 : 2.8 MHz로 실행
- 8 비트 데이터 버스, 8비트 또는 16비트 레지스터를 선택
- 24 비트 16 비트 어드레스 버스 및 다중화 뱅크 어드레스를 사용하여 어드레싱

### 메모리
- 1.125 MB의 RAM 내장 (원래 256 KB) (8.125 MB까지 확장 가능)
- 256 KB의 ROM 내장 (원래 128 KB)

### 비디오 모드

#### 에뮬레이션 비디오
- 24라인의 40,80열 텍스트[2] (16색의 전경,배경,테두리 색 선택)
- 저해상도: 40×48 (16색)
- 고해상도: 280×192 (6색)[3]
- 2배 저해상도: 80×48 (16색)
- 2배 고해상도: 560×192 (16색)[3]

#### 네이티브 비디오
- 초고해상도 (320 mode)
  - 320×200 (4,096 색상 팔레트에서 16색 선택 가능)
  - 320×200 (4,096 색상 팔레트에서 256색 선택 가능)[4]
  - 320×200 (4,096 색상 팔레트에서 3200색 선택 가능)[4]
- 초고해상도 (640 모드)
  - 640×200 (4,096 색상 팔레트에서 4색 선택 가능)
  - 640×200 (4,096 색상 팔레트에서 16색 선택 가능)[5]
  - 640×200 (4,096 색상 팔레트에서 64색 선택 가능)[4]
  - 640×200 (4,096 색상 팔레트에서 800색 선택 가능)[4]
- 입력 모드
  - 320×200, 최대 60프레임 전체 화면의 애니메이션을 바로 화면에 입력 가능
- 혼합 모드
  - 320/640×200, 라인별로 라인의 수평 해상도 선택 가능

### 오디오
- Ensoniq 5503 디지털 발진기 칩
  - 8비트 오디오 해상도
  - 64kB의 전용 사운드 RAM
  - 32 오실레이터 채널 (15개 음성이 페어링)[6]
  - 8개의 독립적인 스테레오 스피커 채널에 대한 지원[7]

### 확장 유닛
- Seven Apple II 버스 슬롯 (50-pin 카드 삽입구)
- IIGS 메모리 확장 슬롯 (44-pin 카드 삽입구)

### 내부 커넥터
- 게임 I/O 소켓 (16-pin DIP)
- Ensoniq I/O 확장 커넥터 (7-pin molex)

### 전문 칩 컨트롤러
- 플로피 드라이브용 IWM (Integrated Wozniak Machine, 통합 워즈니악 기계)
- 비디오용 VGC (Video Graphics Controller, 비디오 그래픽 컨트롤러)
- MEGA II (애플 IIe 컴퓨터의 칩)
- Ensoniq DOC (웨이브테이블 신디사이저)
- Zilog Z8530 SCC (시리얼 포트 컨트롤러)
- 애플 데스크톱 버스 마이크로 컨트롤러
- FPI/CYA

### 외부 커넥터
- NTSC 콤포지트 비디오 출력 (RCA 커넥터)
- 조이스틱 (DE-9)
- 오디오 출력 (1⁄8-인치 모노 잭)[7]
- 프린터-시리얼 1 (mini-DIN8)
- 모뎀-시리얼 2 (mini-DIN8)
- 플로피 드라이브 (D-19)
- 아날로그 RGB 비디오 (DA-15)
- 애플 데스크톱 버스 (mini-DIN4)

## 같이 보기
- 애플 II
- 애플 GS/OS